# Ronda pévéloise
La Ronda pévéloise (en francès: Ronde pévéloise) era una competició ciclista francesa que es disputava anualment al voltant del municipi de Pont-à-Marcq (Nord – Pas de Calais). Creada el 2010, formava part de l'UCI Europa Tour amb una categoria 1.2.
Va desaparèixer el 2015 per problemes financers.

## Palmarès
| Any  | Vencedor               | Segon               | Tercer            |
| ---- | ---------------------- | ------------------- | ----------------- |
| 2010 | Frank Dressler-Lehnhof | Robert Retschke     | Jack Anderson     |
| 2011 | Arnaud Démare          | Iauhèn Hutaròvitx   | Denis Flahaut     |
| 2012 | Benoît Daeninck        | Philip Lavery       | Loïc Desriac      |
| 2013 | Benoît Daeninck        | Sean De Bie         | Antoine Demoitié  |
| 2014 | Benoît Daeninck        | Baptiste Planckaert | Cameron Karwowski |